# Commissariato generale per le questioni ebraiche

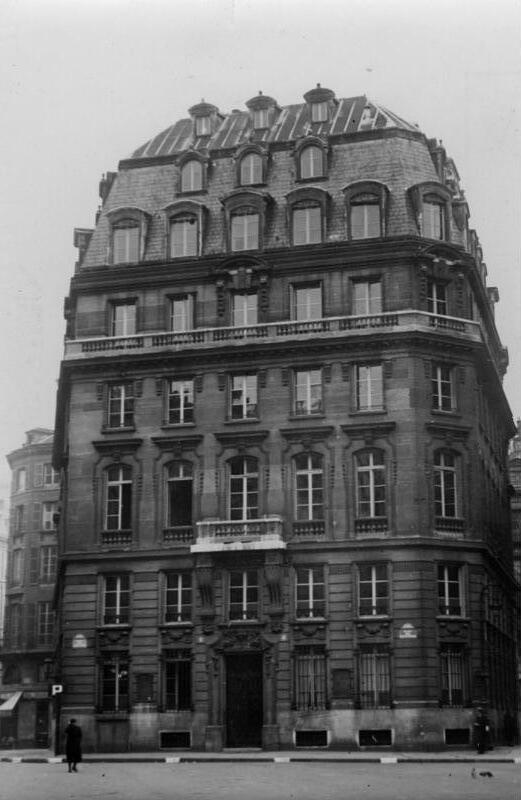
La sede del Commissariato in Place des Petits Pères, già sede della Banca L. Louis-Deyfus

Il Commissariato generale per le questioni ebraiche (CGQJ) è stato un organismo amministrativo creato sotto il regime di Vichy, incaricato di preparare e applicare la politica discriminatoria nei confronti degli ebrei di Francia, durante l'occupazione della Francia da parte della Germania nazista. Fu diretto inizialmente da Xavier Vallat e, a partire dal maggio 1942, al momento della messa in atto della deportazione degli ebrei francesi, da Louis Darquier de Pellepoix.

## Storia e organizzazione
Il CGQJ fu creato con legge del 29 marzo 1941
. 
Con decreto del 19 giugno 1941, il commissariato, incaricato di preparare e proporre al capo dello Stato tutte le misure legislative riguardanti gli ebrei, di fissare le date di liquidazione dei beni ebrei, di designare gli amministratori fiduciari e di controllare la loro attività, integrò anche il Servizio di controllo degli amministratori fiduciari (SCAP). 
Il commissariato era responsabile anche del trattamento dei Rom, altro obiettivo dalla politica razziale dei tedeschi, che prima della deportazione costituivano una popolazione di circa 30.000 individui
.
La sede centrale era a Vichy, ma il commissariato ebbe anche una sede parigina (nell'edificio della banca Léopold Louis-Dreyfus, in place des Petits-Peres), ed era presente in undici prefetture della zona nord (quella occupata direttamente dai tedeschi) e in sette della zona Sud (quella governata dal regime di Vichy).
Il commissariato era articolato in due servizi principali: la Direzione dell'arianizzazione economica (DAE) e la Polizia questioni ebraiche (PQJ), divenuta nel luglio 1942 la Sezione d'inchiesta e di controllo (SEC). 
- La DAE era il servizio più importante del Commissariato, incaricata dell'esecuzione delle misure economiche adottate contro gli ebrei (espropriazioni, sequestri ecc.) e integrò anche il Servizio del controllo degli amministratori fiduciari (SCAP). Forte di ottocento dipendenti, era l'entità che provvedeva alla vendita o alla liquidazione delle imprese ebree.
- La PQJ, creata dal ministro dell'Interno Pierre Pucheu non con legge ma con semplice decreto non pubblicato sul Journal officiel de la République française, era una polizia speciale finalizzata alla ricerca delle infrazioni allo "statuto degli ebrei" istituito dalla legge del 2 giugno 1941, e ad informare le altre polizie sulle attività degli ebrei, la cui esistenza era nota soltanto alla polizia nazionale di René Bousquet e alla Gestapo.
La PQJ contò fino a 1.200 impiegati e disponeva di un servizio giuridico finalizzato a legalizzare i conflitti tra il diritto nazista e il diritto dello Stato francese, giustificando come stato d'eccezione la forza di legge attribuita alle ordinanze naziste.

Il Commissariato generale per le questioni ebraiche fu ufficialmente chiuso alla fine di agosto 1944, con la liberazione di Parigi, i suoi beni messi sotto sequestro e il sequestro affidato al ministero delle Finanze.